# Tractat de Neuilly
El Tractat de Neuilly-sur-Seine fou firmat a la ciutat de Neuilly-sur-Seine, als afores de París, el dia 27 de novembre de 1919 entre els representants de Bulgària i de les potències vencedores de la Primera Guerra Mundial.
El Tractat consagrà el retorn de Bulgària a les fronteres de 1914 i a diverses cessions territoris en favor dels seus estats limítrofs. Així, hagué de cedir a Grècia la regió de la Tràcia oriental amb la ciutat de Xanthi, a Iugoslàvia un seguit d'enclavaments fronterers a l'oest del país i part de la regió de Dobrudja a Romania. El tractat també consolidà la reducció de l'exèrcit búlgar als 20.000 soldats i al pagament de 400 milions en concepte de compensacions de guerra.
A Bulgària el resultat del tractat fou conegut popularment com la Segona Catàstrofe Nacional. Malgrat els canvis que el Tractat significà per a Bulgària fou l'únic estat perdedor de la Primera Guerra Mundial que mantingué la monarquia com a forma d'estat.
Durant la Segona Guerra Mundial, els búlgars reocuparen part dels territoris perduts després de la Primera Guerra Mundial gràcies a l'aliança que mantingueren amb els alemanys, territoris que hagué de retornar el 1945.